# 吉川稲利
吉川 稲利（よしかわ いなとし、1943年1月16日 - ）は、千葉県出身のプロゴルファー。

## 来歴
1965年にプロ入り。
1976年の関東プロでは2日目に67をマークして青木功・榎本七郎と並んでの5位タイ、3日目には山田健一・橋本和夫・草壁政治と並んでの7位タイに着けた。
1979年の千葉県オープンでは初日を長谷川勝治・小川清二・草壁に次ぐと同時に中東義昭・窪田茂・日吉定雄と並んでの4位タイ、1981年の札幌とうきゅうオープンでは初日に小雨混じりの中を田中文雄・草壁・呂良煥&陳志忠（中華民国）・尾崎直道、ブライアン・ジョーンズ（オーストラリア）、鈴木規夫と並んでの9位タイでスタートする。
1987年の全日空オープンを最後にレギュラーツアーから引退。
シニア転向後の1993年にはマルマンシニア7位タイ、ミズノシニアクラシックでは内田繁と並んでの7位タイに入った。